# 아르콘

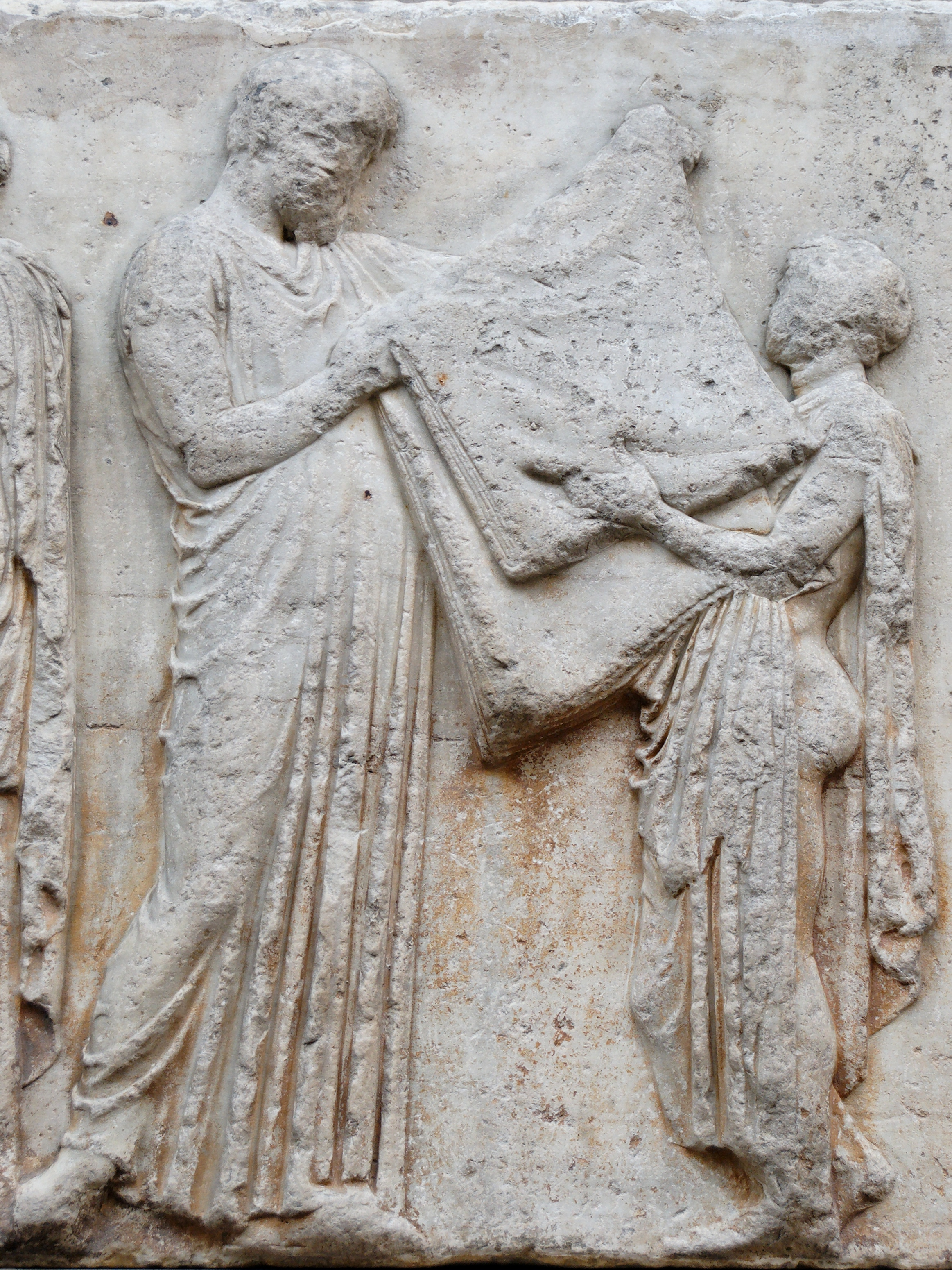
파르테논 신전의 동쪽 프리즈의 일부: 고대 그리스의 군주제 때의 관직이었던 "아르콘 바실레우스"라는 관직을 가진 사람이 아이로부터 접혀진 천을 받고 있다

아르콘(그리스어: ἄρχων Archōn, 복수형: ἄρχοντες Archontes)은 지배자 또는 로드(主)를 의미하는 그리스어 낱말이다. 

## 어문학

### 어원
아르콘(archon)이라는 낱말은 "지배하다"의 뜻을 가진 동사 어간 아르크(ἀρχ- · arch-)의 남성 현재 분사이며, 군주(monarch) · 하이어라키(hierarchy) · 아나키(anarchy) 등의 낱말들과 동일한 어근에서 파생된 낱말이다.

### 번역
흔히 고대 그리스의 특정한 고위 공직을 지칭하는 용도로 사용되며, 이 경우 집정관(執政官)이라 번역된다. 이 때는 고대 로마의 관직으로서의 집정관(Consul)과는 구분하여야 한다. 고대 그리스에서 집정관이란 관직은 폴리스의 성립과 더불어 생겨나서 민주정 시대까지 이어졌으며 고대 아테네의 민주정 시대에서는 9명의 집정관이 있었다.

### 활용
아르콘이라는 낱말이 지닌 지배자 또는 Lord의 의미는 영지주의에서 차용되어 영지주의의 우주론에서, 최고신(God)으로부터 발출된 존재로서, 물질계와 천상계(플레로마)의 일부 영역들 또는 전체를 지배하는 하위신(god) 또는 아이온(Aeon)을 지칭하는 일반 명사로도 사용된다. 대표적인 경우가 영지주의에서 물질 우주의 창조신인 데미우르고스와 천상계와 물질계의 총 365 하늘들의 지배자로 대아르콘(Megas Archōn, Great Archon)이라고 칭해지는 아브라삭스이다.